# Stjuart Dž. Rasel
Stjuart Džonatan Rasel (rođen 1962) je britanski kompjuterski naučnik poznat po svojim doprinosima veštačkoj inteligenciji (VI). On je profesor računarstva na Univerzitetu Kalifornije, Berkli, a od 2008. do 2011. bio je vanredni profesor neurološke hirurgije na Univerzitetu Kalifornije u San Francisku. On drži Smit-Zadeh katedru za inženjering na Univerzitetu Kalifornije, Berkli. On je osnovao i vodi Centar za veštačku inteligenciju kompatibilnu sa ljudima (CHAI) na UC Berkliju. Rasel je koautor sa Peterom Norvigom autoritativnog udžbenika iz oblasti veštačke inteligencije: Veštačka inteligencija: savremeni pristup koji se koristi na više od 1.500 univerziteta u 135 zemalja.

## Literatura
- with Peter Norvig. Artificial Intelligence: A Modern Approach (4th ed.). Prentice Hall, 2020.  0-13-461099-7
- Human Compatible: Artificial Intelligence and the Problem of Control. Viking, 2019.  978-0-525-55861-3

## Spoljašnje veze
- Website